# 극초음속 효과
극초음속 효과 또는 하이퍼소닉 이펙트(Hypersonic effect)는 논란의 여지가 있는 오하시 쓰토무 등의 과학 연구에서 보고된 현상으로, 비록 인간이 의식적으로 초음파(약 20kHz 이상의 주파수에서 소리)를 들을 수는 없지만 해당 주파수의 유무는 생리적, 심리적 반응에 대해 측정 가능한 효과가 있다고 주장한다.
수많은 다른 연구에서는 고주파 오디오에 대한 주관적인 반응과 관련된 결과의 일부와 모순되어 "좋은 귀"를 가진 사람들이 슈퍼 오디오 CD와 고해상도 DVD 오디오 녹음을 Hi-Fi 시스템에서 재생할 수 있다는 사실을 발견했다. 최대 30kHz는 고해상도 오디오와 일반 CD 샘플링 속도인 44.1kHz 간의 차이를 구분할 수 없다.

## 같이 보기
- 극초음속 비행
- 극초음속